# В'єтнамсько-китайські відносини
В'єтнамсько-китайські відносини — двосторонні відносини між В'єтнамом і КНР. Характеризуються нині як «всебічне стратегічне співробітництво і партнерство» (2010). Дипломатичні відносини між країнами встановлено в 1975. Протяжність державного кордону між країнами становить 1281 км.

## Історія
Китай і В'єтнам традиційно ворогували один з одним. Після тисячолітнього китайського панування в X столітті н. е. В'єтнам зумів здобути незалежність, проте в подальшому між державами мали місце ще кілька конфліктів. Наприкінці XIX і в першій половині XX століття Китай і В'єтнам були деякою мірою об'єднані боротьбою проти європейського колоніалізму, а потім — комуністичною ідеологією. У період Другої світової війни, коли діяльність комуністів була оголошена у Франції (чиєю колонією в той час був Індокитай) поза законом, майбутній засновник сучасної в'єтнамської держави Хо Ши Мін та інші активісти в'єтнамської комуністичної партії знайшли притулок на території Китаю.
Китай надав суттєву підтримку В'єтміню в його збройній боротьбі з Францією, в результаті якої В'єтнам знову здобув незалежність. Значну військову (включаючи відправку інженерних і зенітних з'єднань) і економічну допомогу було надано і комуністичному Північному В'єтнамові в період В'єтнамської війни.

### Холодна війна
Поряд з Радянським Союзом, комуністичний Китай був важливим стратегічним союзником Північного В'єтнаму під час В'єтнамської війни. Китай поставляв у Північний В'єтнам зброю і предмети першої необхідності, а також надавав допомогу у військовій підготовці персоналу. Втім, в'єтнамські комуністи з підозрою ставилися до спроби Китаю посилити вплив у В'єтнамі. У 1960-х роках В'єтнам був частиною ідеологічної війни під час китайсько-радянського розколу. Після інциденту в Тонкінській затоці 1964 року Ден Сяопін таємно пообіцяв виділити Північному В'єтнамові 1,000,000,000 юанів у вигляді військової та економічної допомоги, за умови, що в'єтнамці відмовляться від усіх видів радянської підтримки. Під час в'єтнамської війни північні в'єтнамці і китайці вирішили відкласти рішення територіальних суперечок до тих пір, поки Південний В'єтнам не буде переможений.

### Китайсько-в'єтнамська війна
На початку 1979 року на китайсько-в'єтнамському кордоні постійно відбувалися збройні інциденти, спровоковані китайською стороною. Підготовка до війни тривала кілька місяців. Остаточне рішення про початок бойових дій Політбюро ЦК КПК прийняло 9 лютого. Біля кордону з В'єтнамом були зосереджені значні сили (за радянськими даними): 44 дивізії загальною чисельністю 600 000 осіб особового складу. Однак з цього угрупування на територію В'єтнаму вторглися лише 250 000 військовослужбовців. З в'єтнамської сторони їм протистояли війська загальною чисельністю до 100 000 осіб, причому в першій лінії оборони у в'єтнамців перебували лише прикордонні війська та підрозділи народного ополчення. Регулярні частини В'єтнамської народної армії (ВНА) розташовувалися у другій лінії для захисту району Ханоя і Хайфонга, але під час війни деякі з них вийшли до кордону і взяли участь у боях. Чисельну перевагу китайців деякою мірою компенсувало те, що багато в'єтнамських ополченців і військовослужбовців уже мали бойовий досвід.
Обидві сторони оголосили про свою перемогу у війні. В'єтнам заявив (його погляд підтримали радянські джерела), що успішно відбив китайську агресію, завдавши противнику важких втрат. Низка західних дослідників також висловлювали думку, що війна для Китаю виявилася провальною. Водночас існують і інші оцінки.
Основна складність при спробі підбиття підсумків китайсько-в'єтнамської війни полягає в тому, що політичні цілі китайського керівництва в ній досі незрозумілі. Ситуація з військовими цілями простіша — за свідченням полонених китайських солдатів, їх було три:
- захопити в короткі строки значну частину території В'єтнаму, включаючи провінційні центри Лаокай, Каобанг, Лангшон;
- завдати противнику максимальних втрат, підірвавши його обороноздатність;
- завдати В'єтнаму максимальних економічних збитків.

З цими свідоцтвами перегукується думка індійського дослідника полковника Бакші, який вказує, що Китай вів обмежену війну, в рамках якої мав намір захопити прикордонні території і тим самим змусити В'єтнам ввести в бій свої основні сили, які й планував знищити.
Військовий успіх Китаю був частковим. Намічені провінційні центри і прикордонні території було захоплено, але на це пішло набагато більше часу, ніж очікувалося. Всім промисловим і господарським об'єктам В'єтнаму на цих територіях було завдано великих збитків. Але основний тягар бойових дій винесло на собі в'єтнамське ополчення, — основні сили ВНА використовувались обмежено. У цьому китайські плани зазнали невдачі. Власні втрати НВАК, незалежно від різниці в оцінках, виявилися досить великими. Війна продемонструвала слабкість і відсталість НВАК, яка все ще притримувалася концепції «народної війни» Мао Цзедуна. Проявилася слабка підготовка командного складу, низька мобільність частин (внаслідок слабкої оснащеності транспортними засобами і великих проблем з тиловим постачанням), відсутність сучасного озброєння і засобів зв'язку. Існує думка, що однією з цілей Ден Сяопіна, який виступав за модернізацію китайської армії, було продемонструвати більш консервативній частині китайського керівництва неможливість ведення сучасної війни старими методами. Дійсно, незабаром після війни розпочалася глибока модернізація НВАК. Втім, в'єтнамська армія також продемонструвала свої недоліки, зокрема, безініціативність і недостатню підготовленість свого командування.

### Сучасна епоха
З розпадом Радянського Союзу і виведенням в'єтнамських військ з Камбоджі в 1990 році, відносини між Китаєм і В'єтнамом значно покращилися. 2000 року В'єтнам і Китай успішно вирішили територіальну суперечку щодо своїх сухопутного та морського кордонів. У 2002 році Цзян Цземінь здійснив офіційний візит до В'єтнаму, де підписав численні угоди стосовно розширення торгівлі та співробітництва, а також щодо врегулювання невирішених питань.

## Торговельні відносини
Після того як 1991 року країни відновили торгові зв'язки, обсяг двосторонньої торгівлі збільшився з 32 млн доларів у 1991 році до майже 7,2 млрд дол. у 2004 році. 2012 року товарообіг становив 40 мільярдів доларів, зокрема китайський експорт — 28,8 млрд доларів.
Експорт В'єтнаму в Китай: нафта, вугілля, кава і продукти харчування. 
Експорт Китаю до В'єтнаму: фармацевтика, автомобілі, нафта, добрива та автомобільні запчастини.